# Bad Ischl
Bad Ischl (tyskt uttal: [baːt ˈɪʃl̩], även: Ischl) är en stadskommun i distriket Gmunden i det österrikiska förbundslandet Oberösterreich. Kommunen har 14 170 invånare (2024).
Staden är belägen vid floden Ischls utflöde i Traun. Vid staden finns rika salt- och svavelkällor vilket har gjort Bad Ischl till en bad- och kurort. Den är huvudort för kulturlandskapet Salzkammergut.
Bad Ischl omnämns för första gången år 1263 och var ett centrum för handel med salt under 1300-talet. 1823 blev staden kurort och mellan 1854 och 1914 hade kejsar Frans Josef sitt sommarresidens i staden.

## Orter
Kommunen består av 20 orter (Ortschaften) (inom parentes invånarantal 1 januari 2024):

- Ahorn (567)
- Bad Ischl (1 858)
- Eck (136)
- Haiden (1 641)
- Hinterstein (94)
- Jainzen (740)
- Kaltenbach (1 453)
- Kreutern (777)
- Kößlbach (79)
- Lauffen (180)
- Lindau (365)
- Mitterweißenbach (121)
- Perneck (281)
- Ramsau (170)
- Reiterndorf (2 679)
- Rettenbach (496)
- Roith (349)
- Steinbruch (438)
- Steinfeld (1 079)
- Sulzbach (667)

## Vänorter
- Gödöllő, Ungern
- Opatija, Kroatien
- Sarajevo, Bosnien och Hercegovina

## Galleri

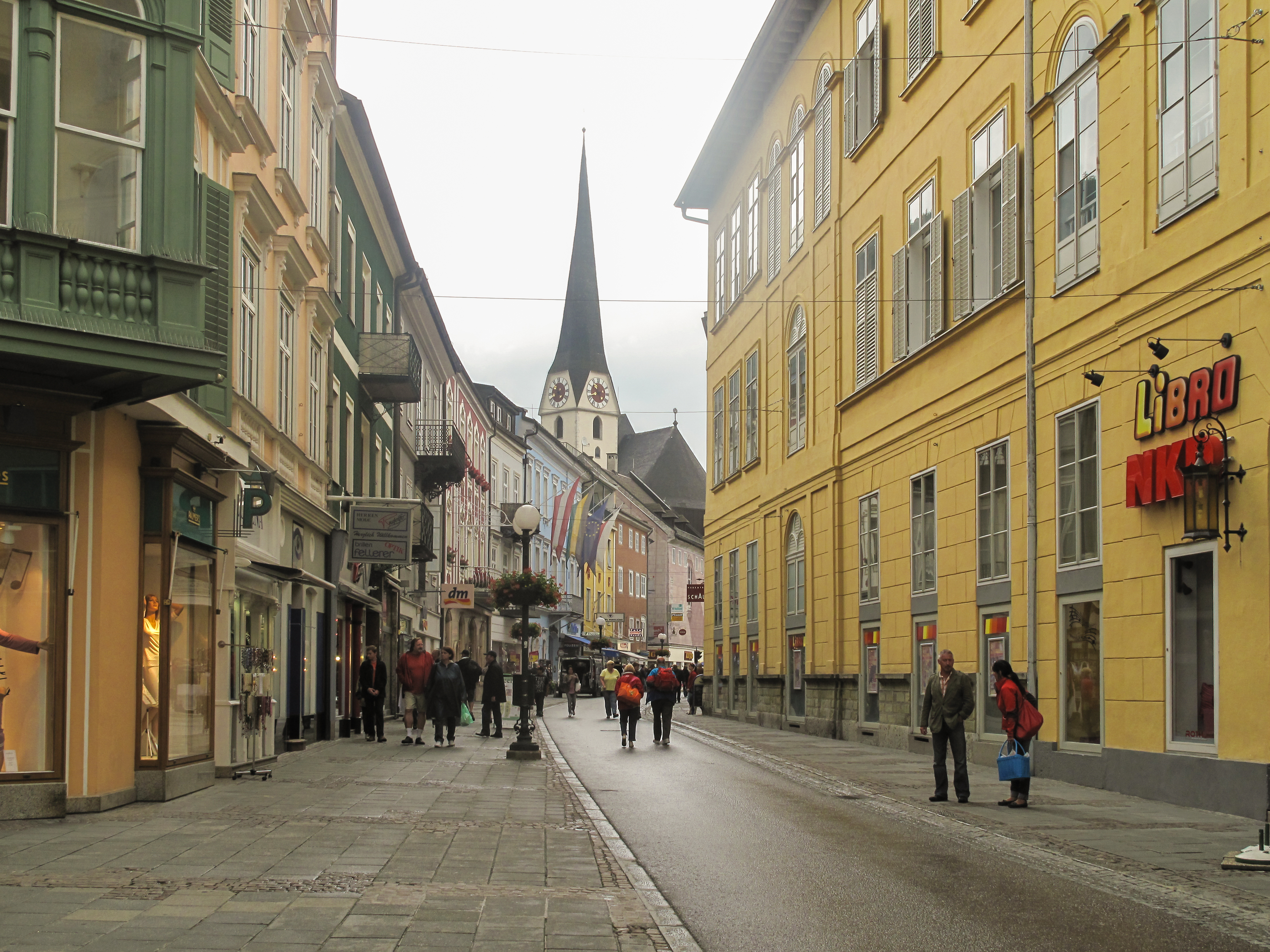
Stadskärnan i Bad Ischl.
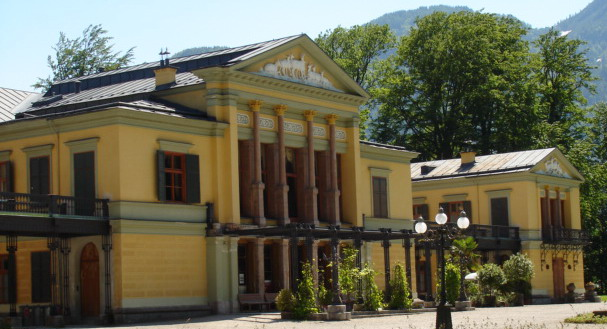
Kaiservilla, Frans Josefs sommarresidens.
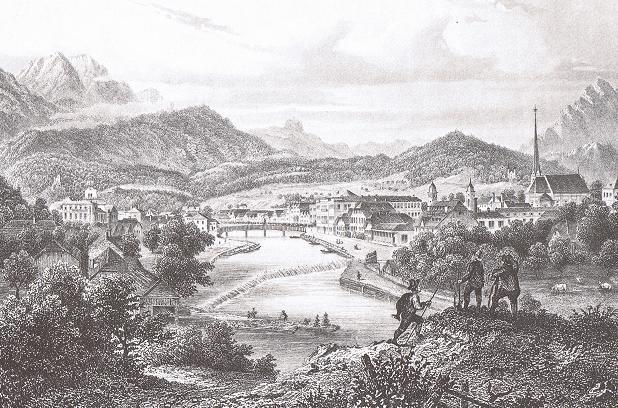
Bad Ischl 1855.